# Szatryszcze (stacja kolejowa)
Szatryszcze (ukr. Шатрище) – stacja kolejowa w rejonie korosteńskim, w obwodzie żytomierskim, na Ukrainie. Położona jest na linii Kijów – Korosteń – Kowel, w oddaleniu od skupisk ludzkich. Najbliższą miejscowością jest Korosteń. Nazwa pochodzi od wsi Szatryszcze.